# Barnet fra Skovsøen
Barnet fra Skovsøen er en stumfilm fra 1917 af ukendt instruktør.